# Сестри Успіння
Релігійні Сестри Успіння (лат. Sorores ab Assumptione in Coelum Beatae Mariae Virginis, RA) — релігійний католицький орден, заснований в Парижі в 1839 році Марією-Євгенією від Ісуса (Анна-Євгенія Міллерет де Броу, 1817—1898), разом з Теодором Комбалотом та Емануелем д’Альзоном
Отець Емануель д’Альзон, засновник августинців Успіння, або ассумпціоністів, був духовним керівником засновниці. 
Конгрегація використовує устав св. Августина.

## Засновниця
Засновниця — мати Марія-Євгенія від Ісуса народилася 25 серпня 1817 року. У 1837 році зустріла Комбалота під час святого причастя в Парижі і відвідин Кот-Сент-Андре в Ізер. У 22 роки вона заснувала конгрегацію, яка була духовно керована отцем Альзоном з 1841 року, коли він ще не заснував власний орден. Померла 10 березня 1898 року. 
Була зарахована до лику блаженних 9 лютого 1975 року папою римським Павлом VI. 18 грудня 2006 року папа Бенедикт XVI визнає справжність дива завдяки заступництву блаженної Марії-Євгенії від Ісуса, і це визнання відкриває шлях для майбутньої канонізації, що відбулася  3 червня 2007 Папою Бенедиктом XVI в Соборі святого Петра разом з трьома священниками — поляком Симоном Липницьким (1439—1482), ірландцем Карлом Хоубеном (1821—1893) і мальтійцем Джорджіо Прека (1880—1962).

## Історія
Офіційне затвердження надається папою в 1867 році, а устав затверджується остаточно в 1888 році. 
У 1852 році відбувся розкол, а у 1968 році — злиття зі Шанувальницями Євхаристії (Sœurs de Saint-Aignan). Історія 26 генеральних голів (вибори були у 1858, 1864, 1870, 1876, 1882, 1886, 1888, 1894, 1898, 1900, 1906, 1910, 1921—1922, 1927, 1933, 1939, 1947, 1953, 1959, 1965, 1970, 1976, 1982, 1988, 1994, 2000, 2006 роках) відображає загальну тенденцію конгрегації:
- Мати Марія-Євгенія від Ісуса (1844-1894)
- Мати Марія-Целестина Доброго Пастиря, більше відома як Френсіс МакДонелл (1848—1921), генеральний вікарій з 1894 по 1898 року, верховний генерал з 1898 по 1921 роки.
- Мати Марія-Катерина від дитятка Ісус, уроджена  Амелі Дюмет (1852—1921), верховний генерал з 1921 року, через три місяці
- Мати Марія-Джоанна від Втілення, уроджена Жанна Салюр (1874—1966), верховний генерал з 1922 по 1953 рік
- Матері Марія-Деніз від Святих Дарів, вона ж Деніз Блахер (1905—1985), верховний генерал з 1953 по 1970 рік
- Сестра Марія-Олена від Святих Дарів, більше відома як Елен Бур'єз (1929—1999), верховний генерал з 1970 по 1982 рік
- Сестра Тереза Тіадер Клер (1937), верховний генерал з 1982 по 1994 рік
- Сестра Марія Христина Гонсалес (1948), верховний генерал з 1994 по 2006 рік.
- Сестра Діана Воутерс, поточна верховний генерал

Склад Ради з липня 2006 року — сестри Діани Воутерс (Америка — провінція США), Бріджит Кулон (Франція — провінція Мексика), Катрін Горіс (Бельгія — провінція Північна Європа), Марія Еммануель Мелокотон (Філіппіни — провінція Філіппін і Таїланду), Мартін Тапсоба (Буркіна-Фасо — провінція Західна Африка). 
Зростання конгрегації поза Франції відбувалося у в 1849 році (Південна Африка), 1850 (Англія), 1865 (Іспанія), 1873 (Нова Каледонія), 1888 (Італія), 1892 (Нікарагуа), 1892 (Філіппіни), Сальвадор (1895).

## Парафії
Конгрегація має 1276 учасниць 44 національностей в 35 країнах. Усі належні території діляться на 19 провінцій, які об'єднують 174 громади: 
- 8 в Європі
- 5 в Азії
- 10 в Америці
- 11 в Африці

Повсюди сестри засновують коледжи, навчальні центри, клініки, будинки престарілих та дитбудинки.